# Wierzba szara

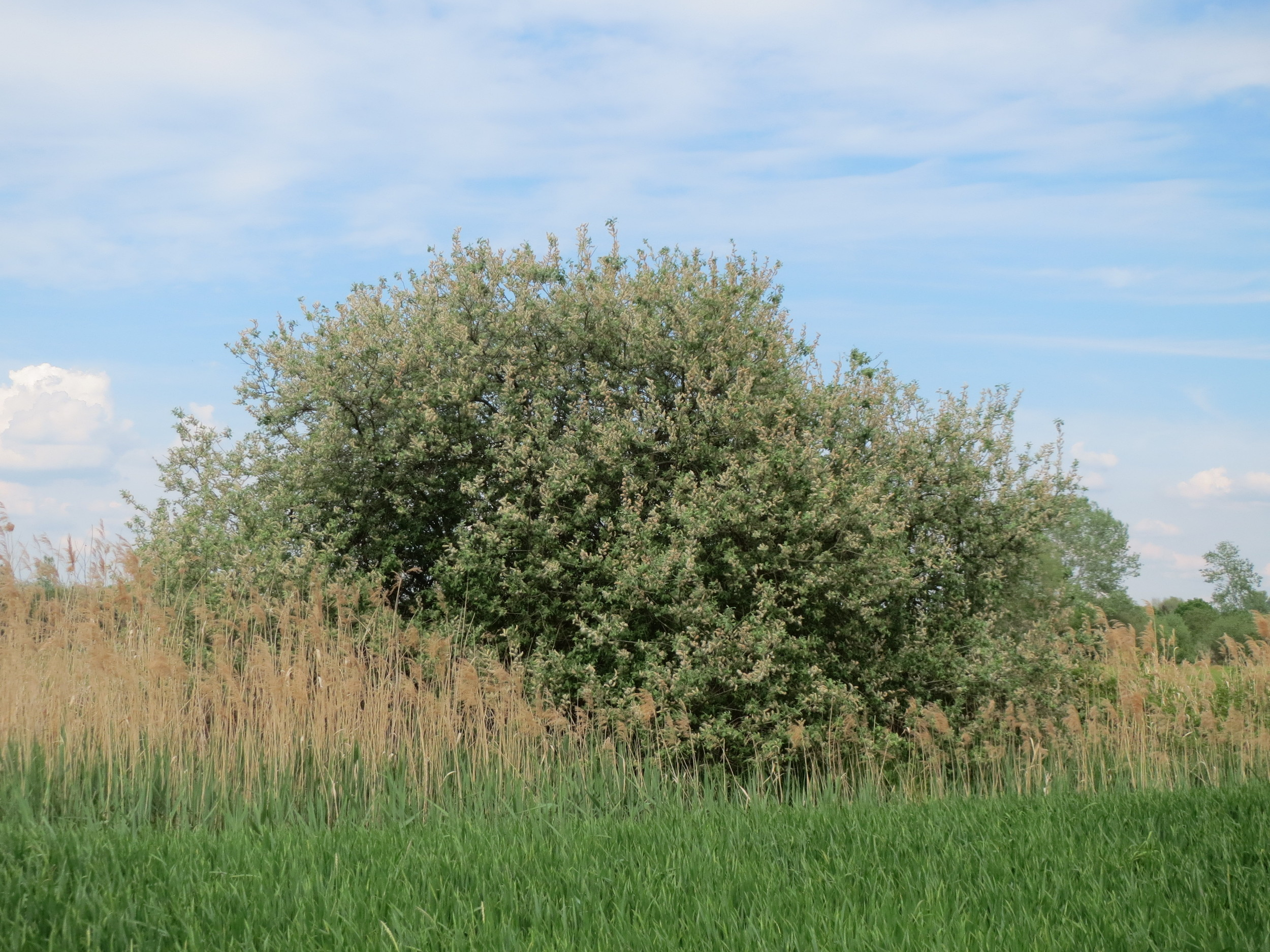
Pokrój

Wierzba szara, łoza (Salix cinerea) – gatunek rośliny wieloletniej należący do rodziny wierzbowatych. Rodzime obszary jej występowania to Azja i Europa, rozprzestrzeniła się również w Australii i Nowej Zelandii. W wielu krajach jest uprawiana. W Polsce gatunek pospolity w stanie naturalnym na całym niżu.

## Morfologia
PokrójSzeroko rozrastający się krzew wysokości do 6 m. Z reguły tworzy regularne, duże i gęste kępy.
PędyRoczne gałązki brunatne, grube i silnie omszone. Starsze gałęzie pokryte charakterystycznymi płaskimi wklęsłościami. Po zdarciu nad nimi kory zaobserwować można w drewnie wypukłe listewki. Pączki owłosione, okrągłe, grube i silnie wypukłe.
LiścieOdwrotnie jajowate lub eliptyczne, zaostrzone, o brzegach płytko piłkowanych, czasami całobrzegie. Wyrastają na ogonkach o długości do 1,5 cm, mają długość 5–10 cm, szerokość do 4,5 cm i duże, nerkowate przylistki długo utrzymujące się na roślinie. Blaszka lekko pomarszczona, spodem jasnozielona, górą matowa, brudnozielona. Na spodzie liści wyraźnie wystająca sieć nerwów 3. i 4. rzędu. Młode liście silnie owłosione, później łysieją. Nie czernieją podczas suszenia.
KwiatyRoślina dwupienna. Kwiaty zebrane w kotki o dwubarwnych przysadkach; górą czarniawych, dołem jasnych. Kotki żeńskie mają 3-9 łusek u nasady. Ich owłosione słupki o wydłużonych, rozchylonych i skośnie wzniesionych do góry znamionach osadzone są na trzonku (krótszym od zalążni), szyjki słupka brak. Kotki męskie również mają dwubarwne przysadki o łopatkowatym kształcie i owłosione długimi włosami. Ich kwiaty z jednym wydłużonym i zgiętym na szczycie miodnikiem mają pręciki u nasady owłosione, o wolnych nitkach i pylnikach początkowo czerwonych, w czasie dojrzewania żółtych, a po przekwitnięciu brunatnych.
OwocTorebka o klapach spiralnie odwiniętych na zewnątrz.

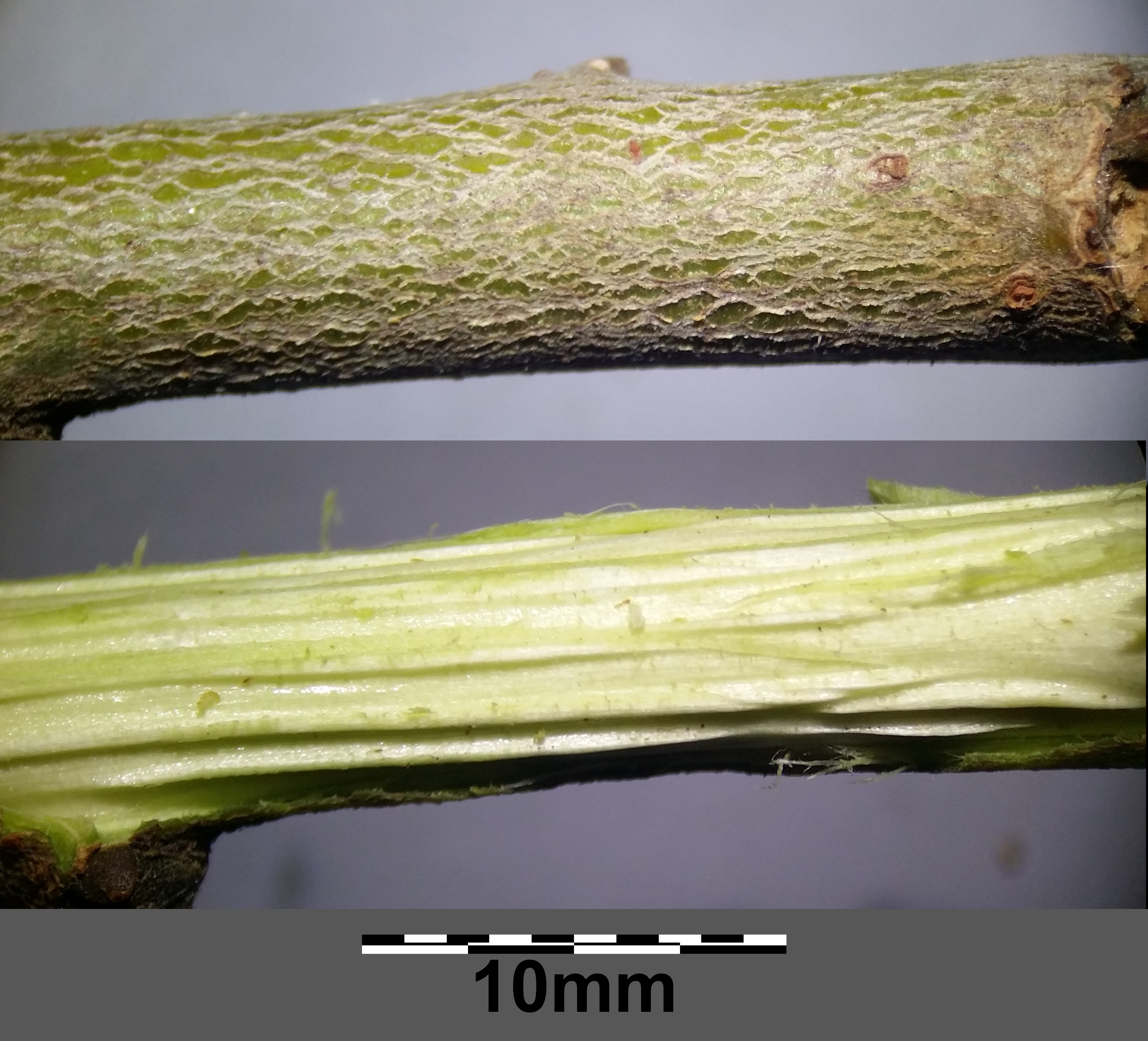
Pęd z korą i po zdjęciu kory
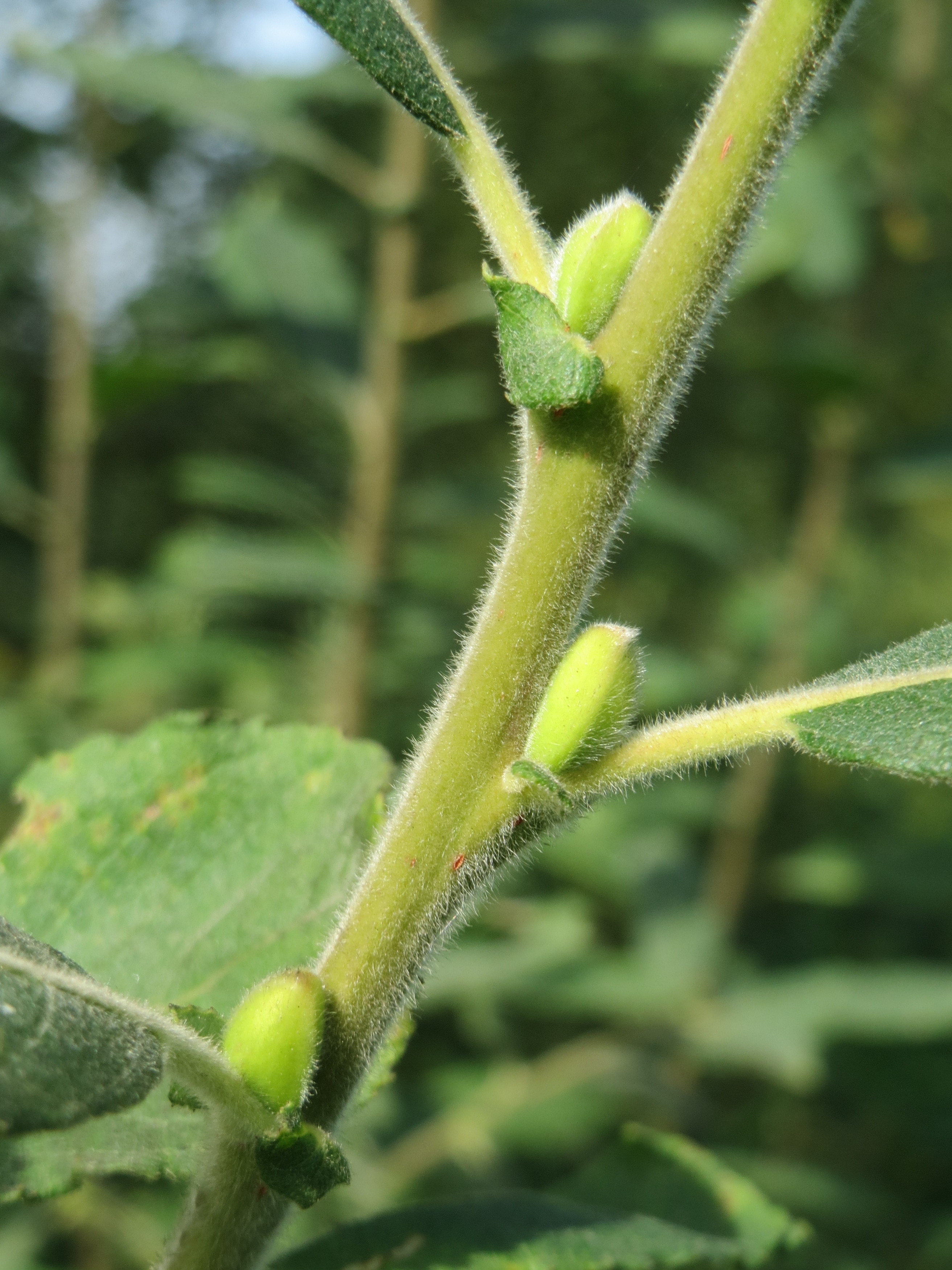
Młody pęd
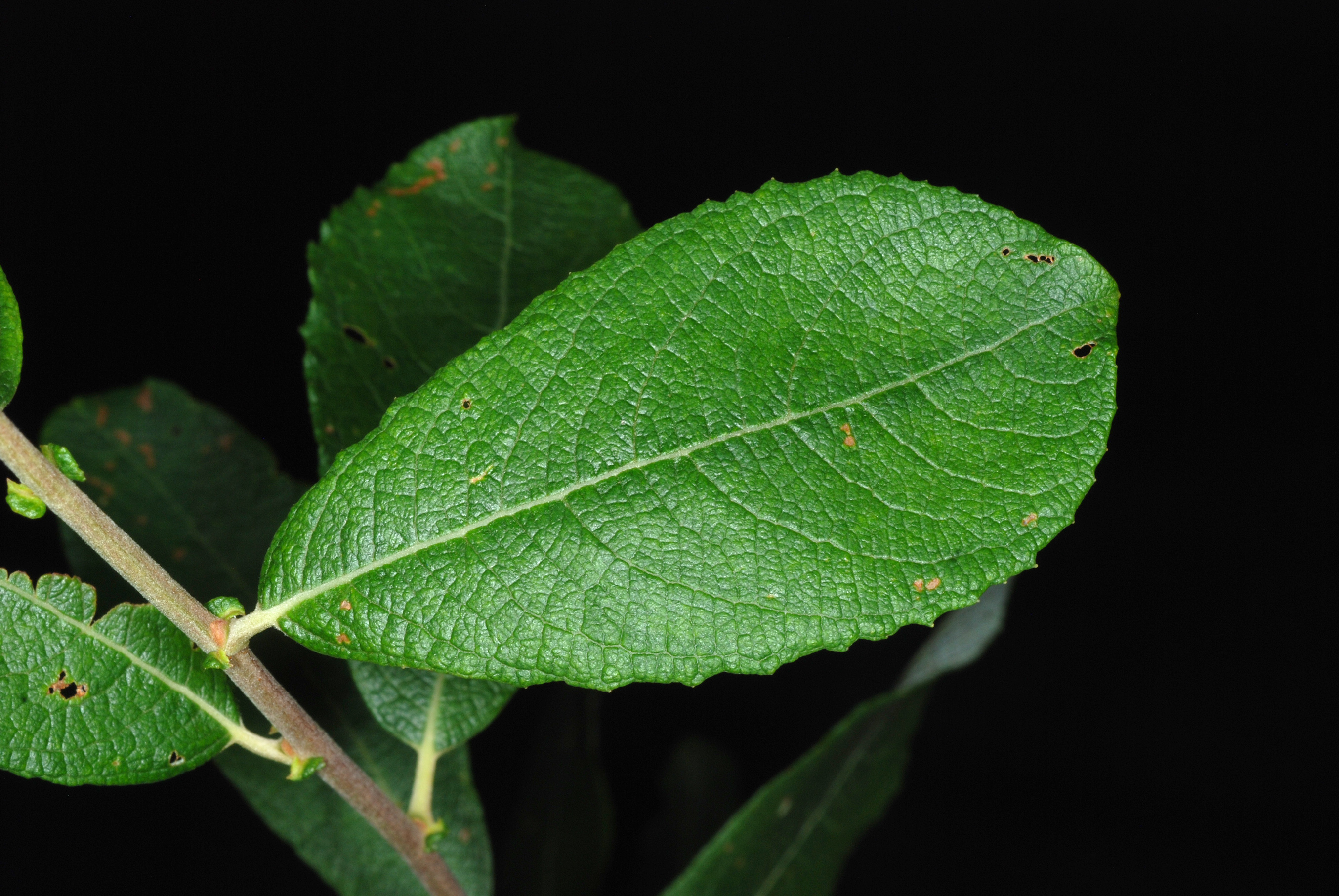
Liść
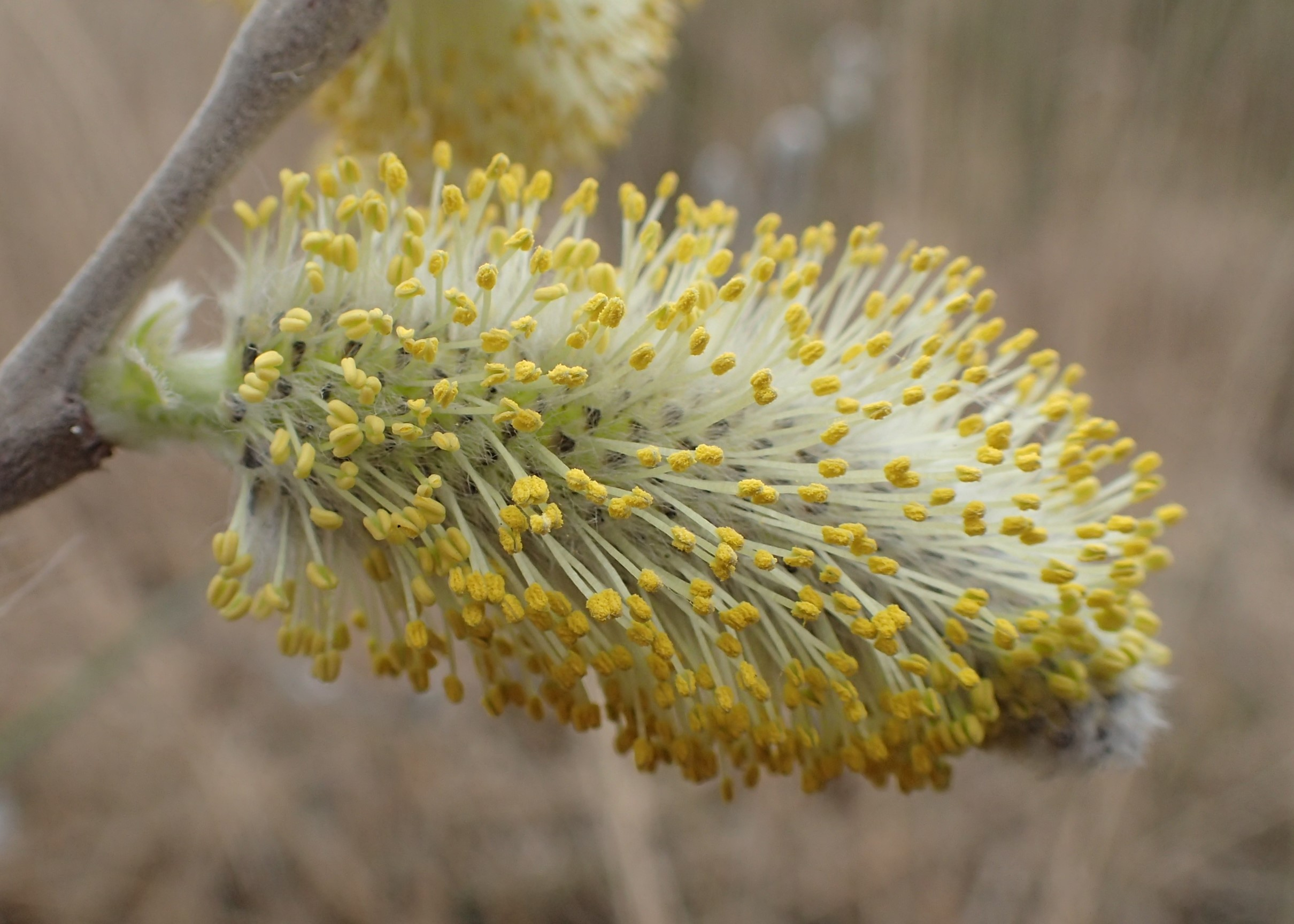
Kwiaty męskie
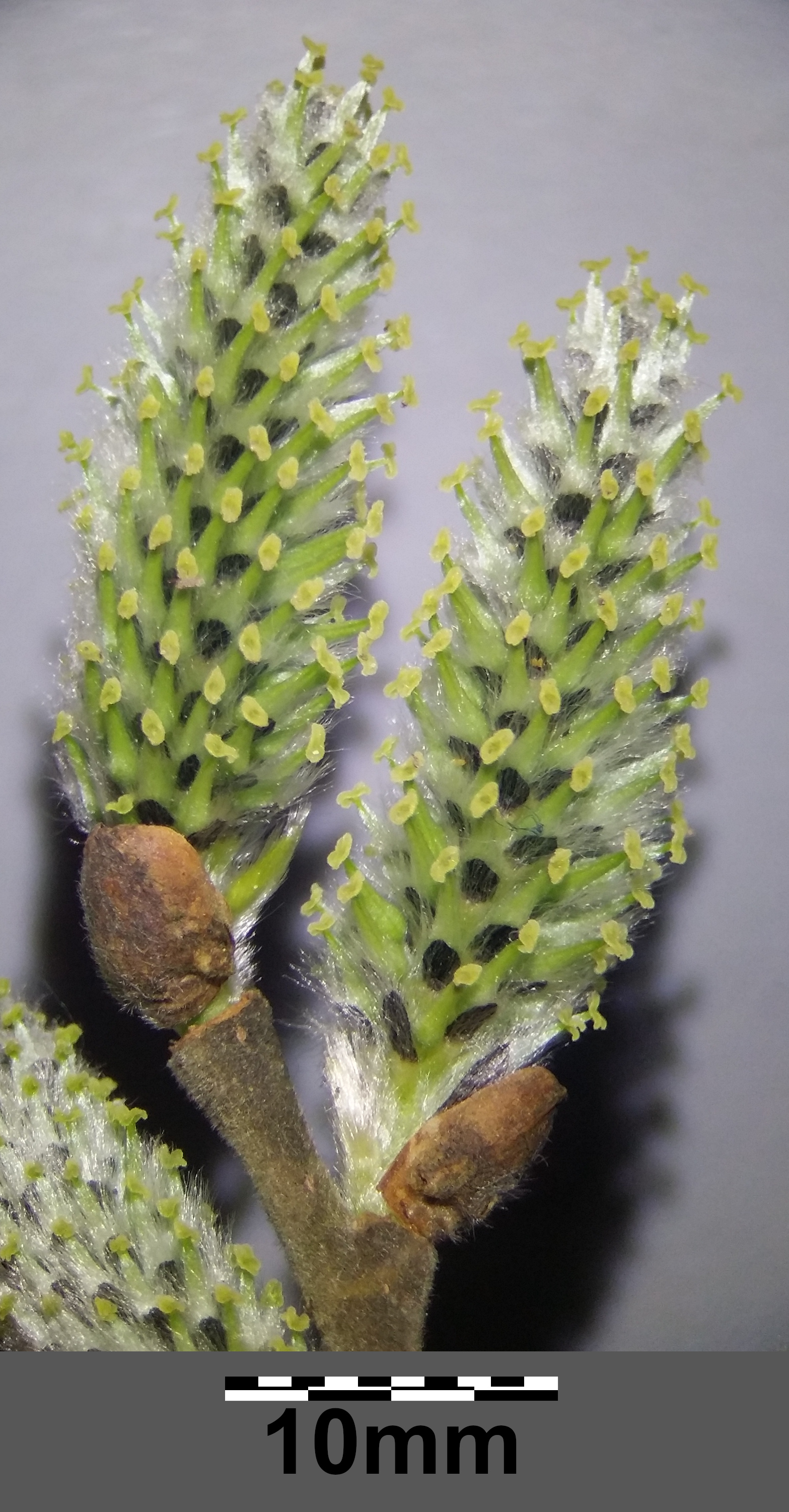
Kwiaty żeńskie
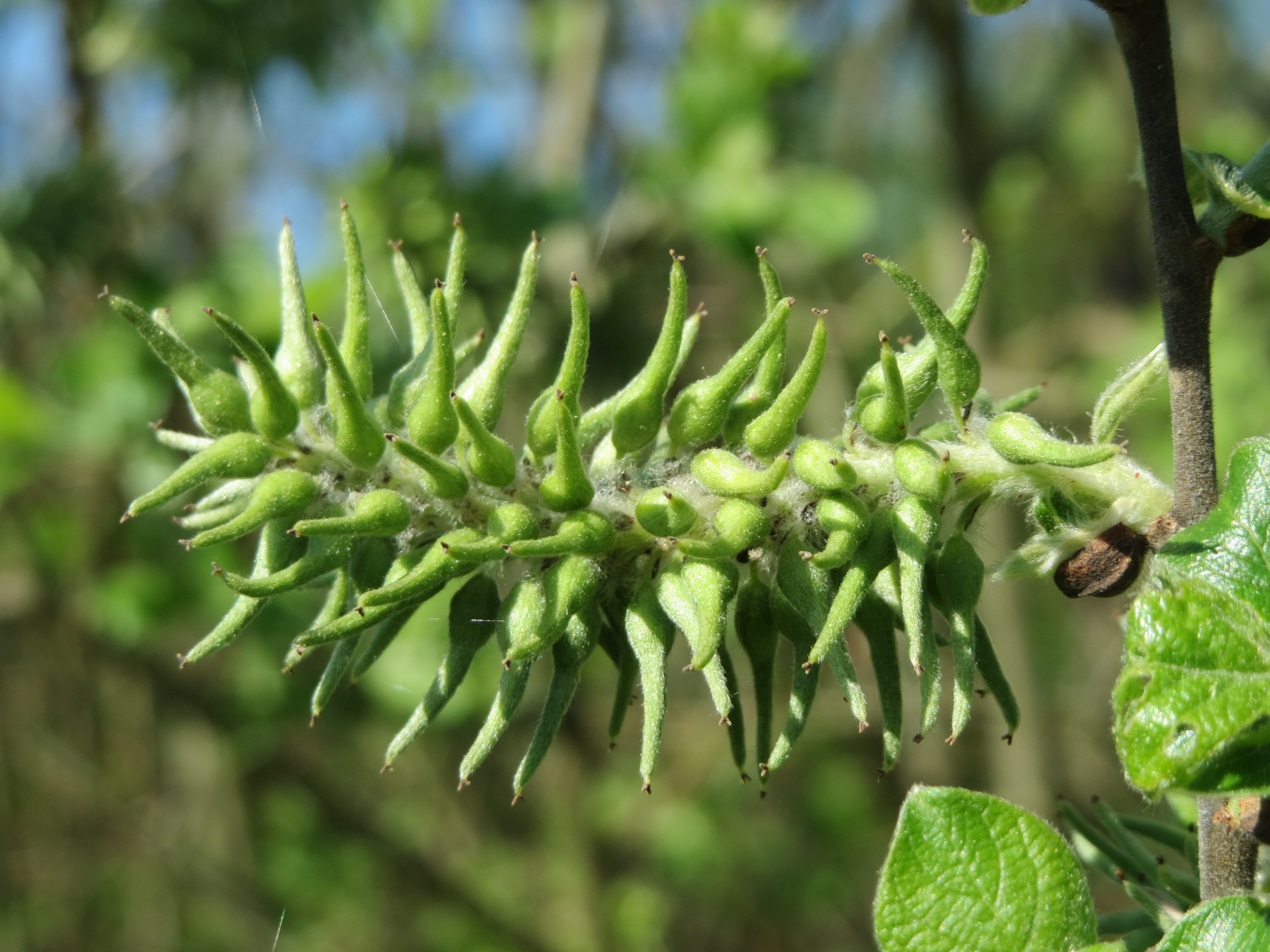
Owoce

## Biologia i ekologia
Zarasta wilgotne, nieużytkowane łąki, torfowiska, brzegi wód. W górach występuje po regiel dolny. Fanerofit. W klasyfikacji zbiorowisk roślinnych gatunek charakterystyczny dla Cl/O/All. Alnetea glutinosae i Ass. Salicetum pentandro-cinereae. Kwitnie od marca do kwietnia, zwykle przed rozwojem liści, jest rośliną owadopylną i miododajną. Nasiona rozsiewane przez wiatr.

## Zmienność
Czasami można spotkać różniące się od typowej formy mieszańce z gatunkami: w. borówkolistna, w. czerniejąca, w. długokończysta, w. iwa, w. lapońska, w. pięciopręcikowa, w. płożąca, w. purpurowa, w. rokita, w. śniada, w. siwa, w. trójpręcikowa, w. uszata, w. wawrzynkowa.

## Zastosowanie
- Czasami uprawiana jako roślina ozdobna w naturalnej formie krzewiastej lub piennej (szczepiona na pniu innego gatunku wierzby). Szczególnie nadaje się do obsadzania brzegów oczek wodnych. Forma pienna może również stanowić dekorację trawnika.
- Sposób uprawy: Nie ma specjalnych wymagań co do gleby, potrzebuje natomiast stale wilgotnego podłoża. Preferuje stanowiska słoneczne. Aby powstała ładna i gęsta korona, należy ją systematycznie przycinać.

## Wierzba szara w kulturze
Wierzba szara (łoza) została wspomniana m.in. w II części "Dziadów" Adama Mickiewicza
KRUK:
Ale pan gniewny zawoła:
"Potrzeba dać przykład grozy".
Zbiegł się lud z całego sioła,
Przywiązano mnie do sochy,
Zbito dziesięć pęków łozy.
Każdą kość, jak z kłosa żyto,
Jak od suchych strąków grochy,
Od skóry mojej odbito!